# 4582 Hank
A 4582 Hank (ideiglenes jelöléssel 1989 FW) a Naprendszer kisbolygóövében található aszteroida. Carolyn Shoemaker fedezte fel 1989. március 31-én.